# Desmia herrichialis
Desmia herrichialis is een vlinder uit de familie van de grasmotten (Crambidae), uit de onderfamilie van de Spilomelinae. De wetenschappelijke naam van deze soort is voor het eerst voorgesteld door Eduard Hering in een publicatie uit 1906. Hij vernoemde deze soort naar de Duitse entomoloog Herrich-Schäffer.
De soort komt voor op de Amerikaanse Maagdeneilanden, in Colombia en Ecuador.